# Medaille „Für die Umgestaltung des Nichtschwarzerde-Gebietes der RSFSR“

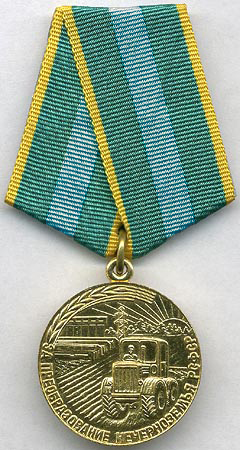
Medaille (Avers)

Die Medaille „Für die Umgestaltung des Nichtschwarzerde-Gebietes der RSFSR“ (russisch Медаль «За преобразование Нечерноземья РСФСР») war eine sowjetische Auszeichnung, die durch Erlass des Präsidiums des Obersten Sowjets am 30. September 1977 gestiftet wurde. Sie sollte diejenigen (Arbeiter, Bauern und sonstige Beschäftigte) ehren, die einen wichtigen Beitrag bei der Umgestaltung der Böden in der Russischen Sozialistischen Föderativen Sowjetrepublik (RSFSR) geleistet haben.
Sie wurde von dem Künstler Juri Lukjanow gestaltet, an einer Fünfeckspange verliehen und trägt auf der Vorderseite die Inschrift: За преобразование Нечерноземья РСФСР („Für die Umgestaltung des Nichtschwarzerde-Gebietes der RSFSR“).